# Davit Chakvetadze
Davit Chakvetadze –en ruso, Давит Чакветадзе; en georgiano, დავით ჩაკვეტაძე– (Kutaisi, Georgia, 18 de octubre de 1992) es un deportista ruso de origen georgiano que compite en lucha grecorromana.
Participó en los Juegos Olímpicos de Río de Janeiro 2016, obteniendo una medalla de oro en la categoría de 85 kg. Ganó una medalla de oro en los Juegos Europeos de Bakú 2015, en la categoría de 85 kg.

## Palmarés internacional
| Juegos Olímpicos | Juegos Olímpicos        | Juegos Olímpicos | Juegos Olímpicos |
| Año              | Lugar                   | Medalla          | Categoría        |
| ---------------- | ----------------------- | ---------------- | ---------------- |
| 2016             | Río de Janeiro (Brasil) | Medalla de oro   | 85 kg            |
| Juegos Europeos  |                         |                  |                  |
| Año              | Lugar                   | Medalla          | Categoría        |
| 2015             | Bakú (Azerbaiyán)       | Medalla de oro   | 85 kg            |